# You Were.../Ballad
 (octobre 2021).
Singles de Ayumi Hamasaki
Sunrise/Sunset ~Love is All~
(2009) Moon/Blossom
(2010)
You Were... / Ballad (écrit : You were... / BALLAD) est le 47e single original de Ayumi Hamasaki sorti sous le label Avex Trax, excluant ré-éditions, remixes, singles digitaux, et son tout premier single sorti sous un autre label.

## Présentation
Le single sort le 29 décembre 2009 au Japon sous le label Avex Trax, produit par Max Matsuura. Il sort cinq mois après le précédent single de la chanteuse, Sunrise/Sunset ~Love is All~. Il atteint la 1re place du classement de l'Oricon, ce qui fait de Hamasaki la première artiste en solo à y avoir aligné 22 singles consécutifs à la première place. Le single se vend à 103 351 exemplaires la première semaine, et reste classé pendant treize semaines, pour un total de 118 249 exemplaires vendus durant cette période. Il sort aussi en deux versions "CD+DVD" avec des pochettes et contenus différents et un DVD supplémentaire contenant les clips vidéo des deux chansons-titre du disque et le "making of" de l'un d'eux. Sortent aussi des éditions limitées des trois versions avec des pochettes différentes, qui seront rassemblées dans un coffret mis en vente uniquement sur le lieu des concerts de la tournée suivante.
C'est un single "double face A", qui contient en fait trois chansons inédites et leurs versions instrumentales. La version "CD seul" contient ces six titres plus une version remixée de la chanson-titre You Were... et une version orchestrale de celle du précédent single Sunset ~Love is All~. L'une des versions "CD+DVD", intitulée You Were.../Ballad comme la version CD seul, ne contient pas la version orchestrale de Sunset... et contient le "making of" du clip de You Were..., tandis que l'autre version "CD+DVD", intitulée Ballad/You Were... avec un ordre inversé des deux chansons-titre, ne contient pas la version remixée de You Were... et contient le "making of" du clip de Ballad.
les deux chansons-titres ont servi de thèmes musicaux : You were... pour la version nippone du film Disney Clochette et la Pierre de lune ainsi que pour une campagne publicitaire pour le site music.jp, et Ballad pour la série drama de la NHK Soukyuu no Subaru. Elles figureront sur l'album Rock 'n' Roll Circus qui sortira quatre mois plus tard, de même qu'une version remaniée de la troisième chanson inédite : Red Line ~for TA~. La chanson You were... sera aussi ré-enregistrée acoustiquement pour l'album Ayu-mi-x 7 -Acoustic Orchestra- de 2011.

## Liste des titres
Édition "CD seul"
Toutes les paroles sont écrites par Ayumi Hamasaki.
| No | Titre                                                               | Musique / Arrangements       | Durée |
| -- | ------------------------------------------------------------------- | ---------------------------- | ----- |
| 1. | You Were... (Original mix) (You were...)                            | Kazuhiro Hara / HΛL          | 4:48  |
| 2. | Ballad (Original mix) (BALLAD...)                                   | D･A･I / Yuta Nakano          | 5:21  |
| 3. | Red Line ~for TA~ (Original mix) (RED LINE ~for TA~)                | Tetsuya Yukumi / Yuta Nakano | 4:28  |
| 4. | You Were... (Music Box mix -retake version-) (You were...)          | Kazuhiro Hara / HΛL          | 5:10  |
| 5. | Sunset ~Love Is All~ (Orchestra version) (Sunset ~LOVE is ALL~...)  | Hana Nishimura / Yuta Nakano | 6:03  |
| 6. | You Were... (Original mix -Instrumental-) (You were...)             | Kazuhiro Hara / HΛL          | 4:47  |
| 7. | Ballad (Original mix -Instrumental-) (BALLAD...)                    | D･A･I / Yuta Nakano          | 5:21  |
| 8. | Red Line ~for TA~ (Original mix -Instrumental-) (RED LINE ~for TA~) | Tetsuya Yukumi / Yuta Nakano | 4:27  |

Édition "CD+DVD" You Were.../Ballad
| 1. | You Were... (Original mix) (You were...)                            | Kazuhiro Hara / HΛL          | 4:48 |
| 2. | Ballad (Original mix) (BALLAD...)                                   | D･A･I / Yuta Nakano          | 5:21 |
| 3. | Red Line ~for TA~ (Original mix) (RED LINE ~for TA~)                | Tetsuya Yukumi / Yuta Nakano | 4:28 |
| 4. | You Were... (Music Box mix -retake version-) (You were...)          | Kazuhiro Hara / HΛL          | 5:10 |
| 5. | You Were... (Original mix -Instrumental-) (You were...)             | Kazuhiro Hara / HΛL          | 4:47 |
| 6. | Ballad (Original mix -Instrumental-) (BALLAD...)                    | D･A･I / Yuta Nakano          | 5:21 |
| 7. | Red Line ~for TA~ (Original mix -Instrumental-) (RED LINE ~for TA~) | Tetsuya Yukumi / Yuta Nakano | 4:27 |

| 1. | You Were... (vidéo clip) |  |
| 2. | Ballad (vidéo clip)      |  |
| 3. | You Were... (making of)  |  |

Édition "CD+DVD" Ballad/You Were...
| 1. | Ballad (Original mix) (BALLAD...)                                   | D･A･I / Yuta Nakano          | 5:21 |
| 2. | You Were... (Original mix) (You were...)                            | Kazuhiro Hara / HΛL          | 4:48 |
| 3. | Red Line ~for TA~ (Original mix) (RED LINE ~for TA~)                | Tetsuya Yukumi / Yuta Nakano | 4:28 |
| 4. | Sunset ~Love Is All~ (Orchestra version) (Sunset ~LOVE is ALL~...)  | Hana Nishimura / Yuta Nakano | 6:03 |
| 5. | Ballad (Original mix -Instrumental-) (BALLAD...)                    | D･A･I / Yuta Nakano          | 5:21 |
| 6. | You Were... (Original mix -Instrumental-) (You were...)             | Kazuhiro Hara / HΛL          | 4:47 |
| 7. | Red Line ~for TA~ (Original mix -Instrumental-) (RED LINE ~for TA~) | Tetsuya Yukumi / Yuta Nakano | 4:27 |

| 1. | Ballad (vidéo clip)      |  |
| 2. | You Were... (vidéo clip) |  |
| 3. | Ballad (making of)       |  |

## Interprétations à la télévision
You Were...
- 2009.12.11 : Music Station (11 décembre 2009)
- 2009.12.15 : Best Artists 2009 (+evolution) (15 décembre 2009)
- 2009.12.19 : CDTV  (19 décembre 2009)
- 2009.12.25 : Music Station Super Live 2009 (+Rule) (25 décembre 2009)
- 2009.12.31 : CDTV Premier Live Special 2009-2010 (+Rule) (31 décembre 2009)